# Jatai Airport
Jatai Airport är en flygplats i Brasilien.   Den ligger i kommunen Jataí och delstaten Goiás, i den centrala delen av landet, 500 km sydväst om huvudstaden Brasília. Jatai Airport ligger 782 meter över havet.
Terrängen runt Jatai Airport är kuperad åt sydost, men åt nordväst är den platt. Närmaste större samhälle är Jataí, 7,7 km sydost om Jatai Airport.
Omgivningarna runt Jatai Airport är en mosaik av jordbruksmark och naturlig växtlighet. Runt Jatai Airport är det glesbefolkat, med 11 invånare per kvadratkilometer.